# Tatort: Nachtkrapp
Nachtkrapp ist die 845. Folge der Fernseh-Krimireihe Tatort und der 19. Fall mit Blum/Perlmann als Ermittlerteam. Der Film wurde vom Südwestrundfunk gemeinsam mit dem Schweizer Radio und Fernsehen produziert und am 7. Oktober 2012 zum ersten Mal in Deutschland, Österreich und der Schweiz gesendet. Mit dem Film feiert der Bodensee-Tatort sein zehnjähriges Bestehen.

## Handlung
Während des Ausflugs einer katholischen Jugendgruppe aus der Schweiz wird über Nacht der junge Beat Noll aus dem Schullandheim auf der deutschen Seite des Bodensees entführt, missbraucht und getötet. Nach einem Kompetenzstreit machen sich die deutschen Kommissare Klara Blum und Kai Perlmann sowie der Schweizer Kollege Matteo Lüthi auf die Suche nach dem Täter. Der Junge Moritz, der sich für den Tod seines Freundes verantwortlich fühlt, da sie zuvor Betten getauscht haben, ist bei den Ermittlungen dabei, weil seine Eltern zeitgleich im Ausland sind.
Während der Ermittlungen wird schnell der bereits zuvor wegen ähnlicher Fälle zu 15 Jahren Haft verurteilte Holger Nussbaum zum Hauptverdächtigen, da die Polizei Beweismittel gesammelt hat, die auf sein Boot zurückgeführt werden können. Allerdings bestehen auch Zweifel, da eine ähnliche Tat zu einer Zeit stattgefunden hat, als Nussbaum noch im Gefängnis war. Zudem werden die Schullandheimbesitzer Andreas und Herbert Bogener wegen verworrener Aussagen verdächtigt. Den Polizisten fällt auf, dass der Täter nur schwarzhaarige Kinder missbraucht hat und er eigentlich hinter Moritz her gewesen sein musste, da das Opfer rothaarig ist.
Bei den weiteren Ermittlungen entführt Nussbaum Klara Blum in die Schweizer Berge. Er sieht sich einer möglichen erneuten Haft ausgesetzt, was er unbedingt verhindern will: Er saß unschuldig im Gefängnis und hat durch die Haft seine Familie verloren, wofür er auch die damalige Ermittlerin Blum verantwortlich macht. Er versteckt sich mit Blum in einem Bunker nahe der Schwägalp, den er mit sich und Klara Blum in die Luft zu sprengen droht, falls seinen Forderungen nicht nachgekommen wird. Blum, die nach zahlreichen Überlegungen nun von seiner Unschuld überzeugt ist, kann dies verhindern und versucht durch Nussbaum zu erfahren, wer der wahre Täter ist.
Während Blum und Nussbaum zum Schullandheim zurückfahren, ist der tatsächliche Täter Andreas Bogener bereits mit dem vormals von der Polizei bewachten Moritz mit einem Boot von der Küste weggesegelt. Kurze Zeit später treffen Blum und Nussbaum ein und gehen auf das Boot. Bevor sie Bogener festnehmen können, erhängt er sich vor ihren Augen. Moritz, der sich unter eine Plane versteckt hatte, kann unversehrt geborgen werden.

## Hintergrund
Nachtkrapp wurde in Konstanz und Umgebung, in Baden-Baden, Kreuzlingen und im Säntisgebiet gedreht.
Der Titel Nachtkrapp leitet sich von der im süddeutschen und österreichischen Raum bekannten Kinderschreckfigur Nachtkrabb ab. Der Nachtkrabb holt angeblich Kinder, die sich nach Einbruch der Dunkelheit noch im Freien aufhalten, und fliegt mit ihnen so weit fort, dass sie ihr Zuhause nie mehr wiederfinden.

## Rezeption

### Einschaltquoten
Die Erstausstrahlung von Nachtkrapp wurde in Deutschland insgesamt von 8,26 Millionen Zuschauern 
gesehen und erreichte einen Marktanteil von 23,2 % für Das Erste; in der Gruppe der 14- bis 49-jährigen Zuschauer konnten 2,77 Millionen Zuschauer und ein Marktanteil von 18,8 % erreicht werden.
In Österreich wurden 651.000 Zuschauer und 21 % Marktanteil erzielt.

### Kritik
„Der 23. Fall von Klara Blum hat alles, was einen guten Bodensee-‚Tatort‘ ausmacht, der kein temporeicher Großstadt-Krimi sein will: ein Buch, das das landschaftliche Umfeld einbezieht, die komplizierte grenzüberschreitende Zusammenarbeit der Polizei thematisiert und dennoch die Spannung hält. Eine herausragende Kamera, die nicht nur dank des trüben Herbst-Nebels am See eine mysteriöse Stimmung und auch ohne direkte Gewaltszenen eine beklemmende Atmosphäre erzeugt.“

„Winczewski gelingt mit ‚Nachtkrapp‘ ein spannender ‚Tatort‘. Er konfrontiert die sonst so souveräne Kommissarin Blum mit der Vergangenheit und ihren damit einhergehenden Selbstzweifeln. Dafür wählt er eine Thematik, die wohl niemanden kalt lässt. Wenn Moritz am Ende neben den Ermittlern steht und seinem besten Freund Beat leise auf Wiedersehen sagt, bleibt ein beklemmendes Gefühl, das auch nach dem Abspann anhält.“

„Zu viele Ideen, zu viele Stränge: Der Tatort ist überladen. Tote Kinder, rohe Schweizer, ohnmächtige Kommissarin. Schade, dass die wunderbar warme Eva Mattes so vergeudet wird. Wie zuletzt nach Lena Odenthal (Ludwigshafen), Inga Lürsen (Bremen), Sarah Brandt (Kiel) greift das Böse auch nach ihr, nach Klara Blum, die ja dieses und jenes im selben Atemzug denken kann. Doch diese Fähigkeit hilft ihr auch nicht weiter.“